# Erzbistum Petra
Koordinaten: 31° 11′ 0″ N, 35° 42′ 0″ O
Das Erzbistum Petra war eine Diözese der römisch-katholischen (oder lateinischen) Kirche zur Zeit des Lateinischen Königreichs Jerusalem. Das Bistum wurde 1168 eingerichtet und ging spätestens 1188 wieder unter. Der Bischofssitz war nicht in dem namengebenden, zu dieser Zeit schon unbewohnten Petra, sondern in Karak (Jordanien). Der Erzbischof von Petra war ein Suffragan des Lateinischen Patriarchen von Jerusalem und hatte als einzigen Suffragan den Abt des griechisch-orthodoxen Katharinen-Klosters vom Berg Sinai.

## Geschichte
In der Byzantinischen Zeit war Petra Sitz eines Erzbischofs als Suffragan des Patriarchen von Jerusalem. Nach der Eroberung durch die Araber wurde der Bischofssitz zu einem nicht bekannten Zeitpunkt nach Amman verlegt.
Karak wurde wahrscheinlich schon einige Zeit vor 1142 von den Kreuzfahrern in Besitz genommen. Allerdings wurde die Zitadelle und die Stadtbefestigung erst um 1142 von Paganus, dem Mundschenk von König Fulko angelegt. Seine Nachfolger Moritz und Philipp bauten die Festung weiter aus.
1168 wurde an die Tradition des byzantinischen Bistums anknüpfend das Lateinische Erzbistum Petra eingerichtet. Das Erzbistum Petra und das im gleichen Jahr gestiftete Bistum Hebron waren die letzten lateinischen Bistümer, die in den Kreuzfahrerstaaten gegründet wurden. Der Sprengel wurde vermutlich vom Sprengel Jerusalem abgetrennt. Nach Hans Eberhard Mayer verfügte der Lateinische Patriarch von Jerusalem 1110 über die Zehnten in Transjordanien (= Gebiet östlich des Jordans, Oultrejordain). Da das namensgebende Petra unbewohnt war, wurde als Sitz des Erzbistums Karak bestimmt. Nach Hans Eberhard Mayer übte das Chorherrenstift am Templum Domini in Jerusalem vor der Gründung des Erzbistums die Bischofsrechte in der Herrschaft Oultrejordain aus.
Der Erzbischof von Petra war ein Suffragan des Lateinischen Patriarchen von Jerusalem. Allerdings wurde diese Unterstellung bereits 1145/53 durch Patriarchen von Antiochien bestritten, der meinte das Erzbistum gehöre zum Patriarchat Antiochia. Sogar nach dem Fall von Karak wurde der nun akademische Streit 1239 weiter ausgefochten. Der Erzbischof von Petra hatte als einzigen Suffragan den griechisch-orthodoxen Abt des Katharinen-Klosters auf dem Berg Sinai.
Das Kapitel bestand aus Dekan, Archidiakon, Kantor, Subdiakon und drei Priestern. Die Kathedralkirche und wahrscheinlich auch Bischofssitz und Kapitelgebäude standen an der Stelle der heutigen Großen Moschee. Erster und einziger Erzbischof von Petra war Guerric(i)us, ein Kanoniker vom Kapitel des Heiligen Grabes in Jerusalem. Er ist von 1168 bis 1183 nachgewiesen. Der Sprengel umfasste die Herrschaft Oultrejordain (Karak und Montreal) im heutigen Jordanien. Möglicherweise war er der namenlose archiepiscopus de Monte Regali, der 1190 bei der Belagerung von Akkon starb.
1170 und 1173 wurden Stadt und Festung durch Muslime belagert. Die Tochter von Philipp de Milly, Stefanie von Milly wurde 1177 Witwe und heiratete in zweiter Ehe Raynald von Châtillon, den (früheren) Prinzen von Antiochien. Er initiierte Raubzüge gegen Karawanen und arabische Städte. 1183 belagerte Saladin Stadt und Festung, brannte schließlich die Stadt nieder, die Festung konnte er nicht einnehmen. 1184 belagerte er die Festung erneut, musste sich jedoch wieder zurückziehen. Im Winter 1186/87 überfiel er vertragswidrig erneut eine Karawane und weigerte sich, auch auf Befehl von König Guido hin, die Beute und die Gefangenen wieder herauszugeben. Im weiteren Verlauf des Jahres 1187 zog Saladin ein größeres Heer zusammen und schlug am 4. Juli 1187 in der Schlacht von Hattin die Streitmacht des Lateinischen Königreiches vernichtend. Stefanie von Milly versuchte im September 1187 mit Saladin ein Abkommen auszuhandeln, Freilassung ihres Sohnes Humfried gegen die Übergabe von Stadt und Festung Karak. Doch die Besatzung der Festung Karak verweigerte die Übergabe und so eroberte schließlich Saladins Bruder al-Malik al-Adil Karak 1189 nach fast zweijähriger Belagerung.
Die Kathedrale wurde in eine Moschee umgewandelt, der Bischofssitz ging wieder unter. Die ehemalige Kathedrale wurde in den heutigen Südflügel der Großen Moschee in Karak integriert. Die Diözese ging zwar unter, wurde aber anscheinend noch bis Anfang des 13. Jahrhunderts mit Titularbischöfen in partibus infidelium  besetzt. So wird ein namentlich nicht genannter Erzbischof von Petra in den Jahren 1227 und 1238 genannt.

## Einziger lateinischer Erzbischof
- 1168 bis 1183 (1188?, 1190?) Guerricius/Guerricus,[3][4] Kanoniker des Templum Domini, ein namenloser archiepiscopus de Monte Regali starb (wahrscheinlich) 1190 bei der Belagerung von Akkon; es könnte noch Guerricus gewesen sein.[2]

## Titularerzbischöfe
- 1227, 1238 NN[2]
- 1419 Petrus Stirejus, OESA[5]

## Kanoniker
Das Kapitel wurde 1168 namentlich genannt: Goffridus (Archidiakon), Lidinus (Kantor), Helias, Hengelricus, Arnoldus, Bernardus und Guillelmus.

## Titularerzbistum Petra in Palaestina
Im 17. Jahrhundert wurde das Titularerzbistum Petra in Palaestina an die Tradition des byzantinischen Bistums und des lateinischen Erzbistums anknüpfend neu geschaffen. Es war ein Titel ohne Land, der bis 1963 vergeben wurde. Seit dem Tod des letzten Titelträgers Alfredo Sila Santiago im Dezember 1970 ist der Titel vakant.